# Lambdotherium popoagicum
Il lambdoterio (Lambdotherium popoagicum) è un mammifero perissodattilo estinto, imparentato con i brontoteriidi. vissuto nell'Eocene medio (circa 48 milioni di anni fa) in Nordamerica.

## Descrizione
La forma e le dimensioni di questo mammifero lo facevano assomigliare moltissimo al "cavallo" primitivo Eohippus: il corpo, lungo circa 50 centimetri, era piccolo e arcuato, le zampe relativamente corte e dotate di quattro dita, il cranio era strutturato per cibarsi di fogliame. Alcune caratteristiche del cranio e delle zampe, però, lo avvicinano a un gruppo di animali giganteschi che vissero nell'Eocene medio e superiore, i brontoteri simili a rinoceronti, animali lunghi anche 4 metri (ad es. Megacerops). 
Lambdotherium era dotato di un muso relativamente allungato (circa il 65 % della lunghezza totale del cranio), e la dentatura era caratterizzata da incisivi smussati e canini forti e appuntiti. Il primo premolare, sia nella mascella che nella mandibola, era mancante, e i molari avevano conuli intermedi noti come "lofoidi". I molari superiori erano dotati di parastilo e mesostilo molto marcati, e le creste del paracono e del metacono preannunciavano lo sviluppo di un ectolofo. Il protocono e l'ipocono erano di dimensione quasi identica, in particolare sul terzo molare superiore. I premolari inferiori erano ben più corti rispetto a quelli dei veri brontoteri arcaici come Eotitanops; il terzo molare inferiore era dotato di un terzo lobo ben sviluppato.

## Classificazione
Lambdotherium popoagicum venne descritto per la prima volta nel 1880 da Edward Drinker Cope, e numerosi fossili attribuiti a questa specie sono stati ritrovati in Colorado e in Wyoming. Altre specie attribuite a questo genere (L. magnum, L. priscum, L. progressum, L. primaevum) sono state in seguito considerate identiche alla specie tipo.

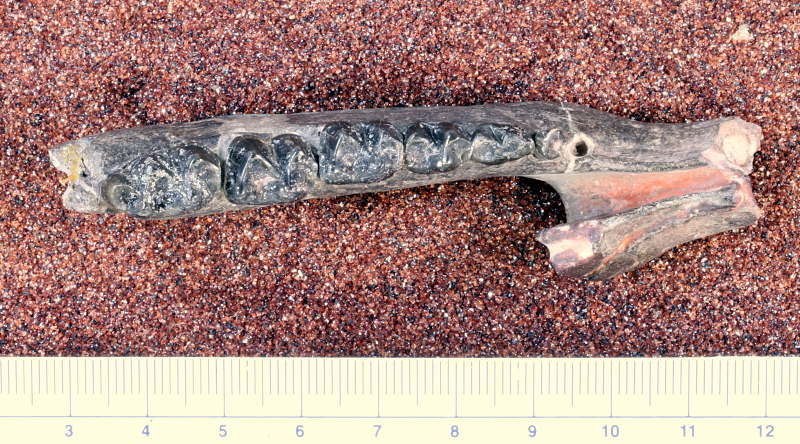
Mandibola di Lambdotherium popoagicum

Lambdotherium è stato a lungo considerato la forma ancestrale dei brontoteriidi, un gruppo di mammiferi perissodattili molto diffusi nel corso dell'Eocene, che in pochi milioni di anni diedero vita a una notevole radiazione evolutiva aumentando di molto le loro dimensioni. Studi più recenti hanno indicato che Lambdotherium era imparentato alla lontana con questi animali, e non può essere considerato un loro antenato diretto, anche se probabilmente condivideva con loro un antenato comune. Pertanto, Lambdotherium è stato posto in una famiglia a sé stante, Lambdotheriidae, già istituita dallo stesso Cope nel 1889. In ogni caso, la notevole somiglianza di Lambdotherium con i cavalli arcaici come Eohippus o Sifrhippus mostra la stretta parentela dei brontoteri con gli equidi. Affine a Lambdotherium potrebbe essere stato un altro perissodattilo arcaico, a volte considerato un equide, Xenicohippus.

## Paleoecologia
Lambdotherium probabilmente viveva in pianure vicino a specchi d'acqua, cibandosi di materiale relativamente tenero come le foglie.